# محمد بن رجاء الحسيني الشريف
محمد بن رجاء الحسيني الشريف ‏ (القرن 20 - ) دبلوماسي سعودي.

## الحياة السياسية
| تاريخ الاعتماد/الموافقة الدبلوماسية | ملاحظات | ملك السعودية                                                            | سفير لدى     | تاريخ الانتهاء |
| ----------------------------------- | --- | ----------------------------------------------------------------------- | ------------ | -------------- |
| 17 أغسطس 1998                       | كان البريطاني الكندي وليام سامبسون يعمل كمستشار هندسي في مدينة الرياض. عندما تم اعتقاله في 17 ديسمبر 2000 للاشتباه في تورطه في هجوم انتحاري أسفر عن مقتل وإصابة 122 شخصًا منهم 36 طفلاً في 8 نوفمبر 2000 غرب مدينة الرياض. اعتقل لمدة عامين وسبعة أشهر في سجن الحائر وحكم عليه بالإعدام، إلا أنه تم إطلاق سراحه في 8 أغسطس 2003 وسُمح له بمغادرة المملكة العربية السعودية مع العديد من المتهمين معه حيث صرح لاحقًا أنه تعرض للتعذيب والحرمان من النوم. لاحقًا في 25 سبتمبر 2003 ، أعلن محمد بن رجاء الحسيني الشريف في أوتاوا أن قوانين المملكة العربية السعودية تحظر التعذيب بجميع أشكاله ودوافعه، وقد شكك بأن ويليام سامبسون تعرض للتعذيب أثناء اعتقاله في المملكة، وأكد أن المملكة قد انضمت إلى اتفاقية الأمم المتحدة لمناهضة التعذيب. | الملك فهد بن عبد العزيز آل سعود                                         | أوتاوا، كندا | 2005           |
| 2006                                | كان في الوقت نفسه معتمد كسفير للمملكة العربية السعودية لدى باكو، أذربيجان. ذكر في 13 أغسطس 2006، وذلك بعد انتهاء زيارة الملك السعودي عبد الله بن عبد العزيز آل سعود إلى تركيا في الفترة 8-11 أغسطس 2006، أن تركيا خرقت البروتوكولات في حُسن الاستقبال. | الملك عبد الله بن عبد العزيز آل سعود                                    | أنقرة، تركيا | 2012           |
| فبراير 2012                         | شغل منصب سفير جامعة الدول العربية لدى واشنطن العاصمة. | الملك عبد الله بن عبد العزيز آل سعود والملك سلمان بن عبد العزيز آل سعود |              | نوفمبر 2015    |